# Vera Moura
Vera Moura (Lisboa, 20 de janeiro de 1996) é uma atriz portuguesa. 

## Biografia
Nasceu no dia 20 de janeiro de 1996, em Lisboa. Formou-se como atriz na ACT - Escola de Atores, entre 2014 e 2017. Mais tarde participa frequentemente em oficinas e workshops de teatro.
Estreou-se em televisão na novela da SIC, Vidas Opostas onde deu vida à cómica Sónia Dias. Seguidamente integra vários projetos de ficção, tais como Terra Brava, O Clube, Amor Amor, A Rainha e a Bastarda ou Papel Principal.
Em 2021, em entrevista a Daniel Oliveira para o Alta Definição, assumiu ter sofrido de bullying na adolescência.
Em 2024, integrou o elenco do filme Podia Ter Esperado por Agosto, realizado por César Mourão.

## Filmografia

### Televisão
| Ano         | Projeto                 | Papel                        | Notas               | Canal |
| ----------- | ----------------------- | ---------------------------- | ------------------- | ----- |
| 2018 - 2019 | Vidas Opostas           | Sónia Dias                   | Elenco Principal    | SIC   |
| 2019 - 2021 | Terra Brava             | Sílvia Figueiredo            | Elenco Principal    | SIC   |
| 2020        | O Clube (1.ª temporada) | Rute Soares                  | Protagonista (OPTO) | SIC   |
| 2021 - 2022 | Amor Amor               | Tânia Patrícia Alves Honrado | Elenco Principal    | SIC   |
| 2021        | Estamos em Casa         | Ela Própria                  | Apresentadora       | SIC   |
| 2022        | A Rainha e a Bastarda   | Flávia                       | Elenco Adicional    | RTP1  |
| 2022        | Três Mulheres           | Leonor                       | Elenco Principal    | RTP1  |
| 2022 - 2023 | Praxx                   | Mafalda                      | Elenco Principal    | SIC   |
| 2023 - 2024 | Papel Principal         | Telma Donatela Castanheiro   | Elenco Principal    | SIC   |
| 2024        | Azul                    | Vitória Van Der Haagen       | Elenco Principal    | SIC   |
| 2024        | Praxx Fim de Semana     | Mafalda                      | Elenco Principal    | SIC   |
| 2024        | O Americano             | Cristina                     | Elenco Principal    | RTP1  |
| 2025 - 2026 | A Herança               | Marta Sousa                  | Elenco Principal    | SIC   |
| 2025        | Projecto Global         |                              | Elenco Principal    | RTP1  |

### Cinema
| Ano  | Projeto                       | Papel         | Notas            |
| ---- | ----------------------------- | ------------- | ---------------- |
| 2020 | Ordem Moral                   | Idalina       | Elenco Principal |
| 2022 | Um filme em Forma de Assim    |               |                  |
| 2024 | O Pior Homem de Londres       | Rosa Cordeiro | Elenco Principal |
| 2024 | Podia Ter Esperado por Agosto | Carmo         | Elenco Principal |
| 2025 | Hotel Amor                    | Telma         | Elenco Principal |
| 2025 | O Esqueleto                   |               | Elenco Principal |